# Taliadas

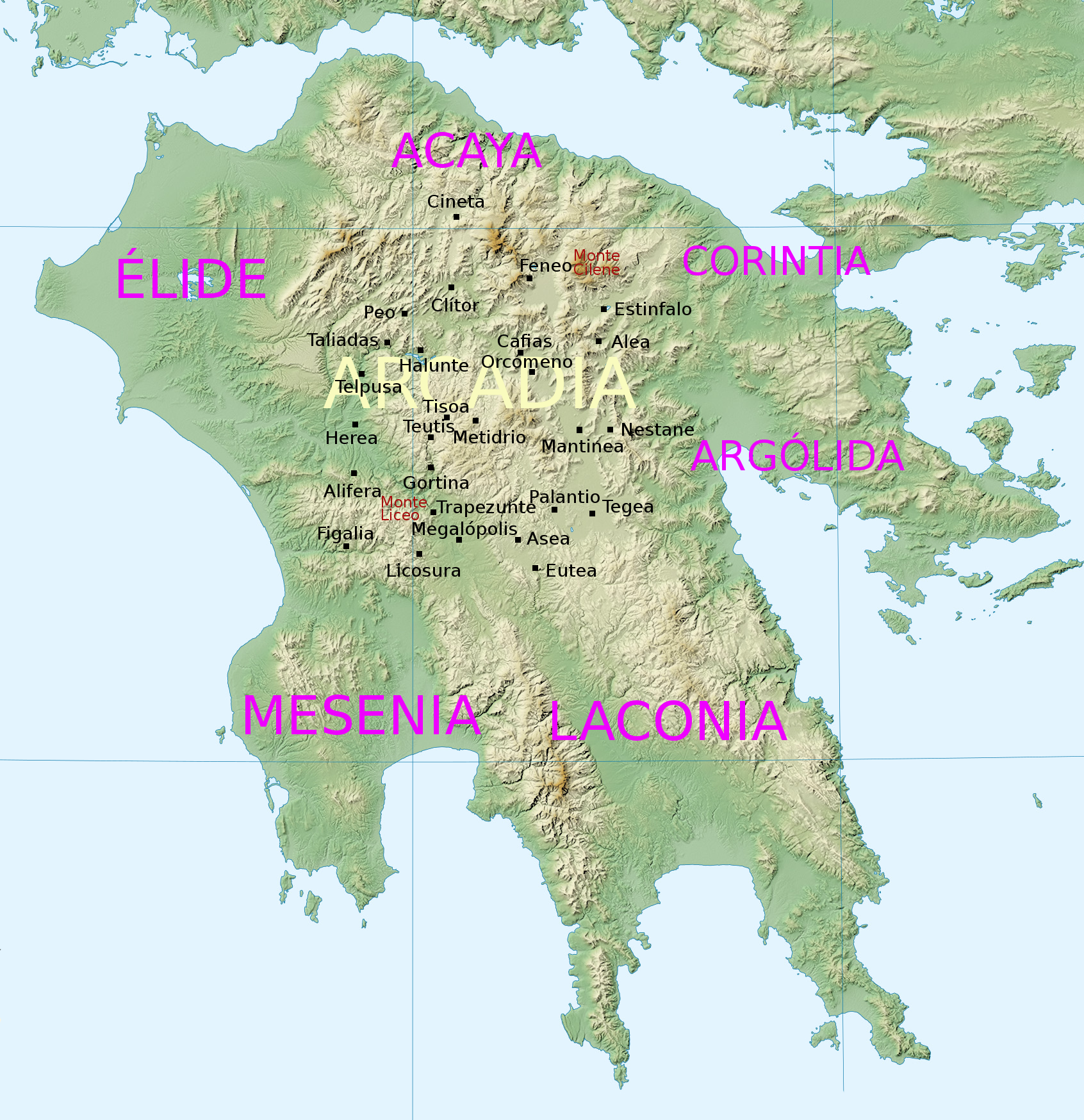
Mapa del Peloponeso con la situación de algunas de las principales ciudades de la antigua Arcadia. Taliadas se ubicaba en la zona del noroeste de la región.

Taliadas (en griego, Θαλιάδες) es el nombre de una antigua ciudad griega de Arcadia.
Pausanias la menciona como un lugar donde pasaba el río Ladón, después de atravesar Halunte y antes del santuario de Deméter Eleusinia que estaba ya dentro de los límites de la ciudad de Telpusa.
Se han encontrado monedas con la abreviatura de su topónimo. Se localiza en la localidad moderna de Vaklia.